# Temporada 1996 de Fórmula 1
La temporada 1996 de Fórmula 1 fue la 47.º edición del Campeonato Mundial de Fórmula 1. En esta temporada el campeón fue Damon Hill, que logró su primer campeonato del mundo, convirtiéndose en el primer hijo de un campeón mundial en proclamarse campeón. El Campeonato de Constructores se lo llevó Williams, haciéndose con su octavo título.

## Escuderías y pilotos
La siguiente tabla muestra los pilotos confirmados para el Mundial 1996 de F1. Para esta temporada se estableció un nuevo sistema de numeración, por el cual se ordenó a los pilotos (a excepción del campeón y su escudero), tomando como parámetro el ranking del último campeonato de constructores. 
Este sistema estableció destinar el tándem numérico "1-2", para el último piloto campeón y su escudero, sin distinción del equipo para el cual corrían. A partir del tándem numérico "3-4", los dorsales se distribuyeron entre los equipos, siguiendo el ranking del último campeonato de constructores.
En caso de que el piloto campeón no corra en la escudería campeona, el tándem "3-4" le correspondía a la escudería campeona. Por esta última razón, el campeón 1995 Michael Schumacher pintó el "1" en su nuevo Ferrari F310, mientras que la escudería campeona de 1995, Benetton Formula 1, se adjudicó los dorsales "3" y "4" para sus pilotos Jean Alesi y Gerhard Berger, respectivamente.
| Escudería                         | Chasis   | Chasis         | Motor                             | Neu. | N.º | Pilotos               | Rondas  |
| --------------------------------- | -------- | -------------- | --------------------------------- | ---- | --- | --------------------- | ------- |
| Scuderia Ferrari Marlboro         | Ferrari  | F310           | Ferrari 046 3.0 V10               | G    | 1   | Michael Schumacher    | Todas   |
| Scuderia Ferrari Marlboro         | Ferrari  | F310           | Ferrari 046 3.0 V10               | G    | 2   | Eddie Irvine          | Todas   |
| Mild Seven Benetton Renault       | Benetton | B196           | Renault RS8 3.0 V10               | G    | 3   | Jean Alesi            | Todas   |
| Mild Seven Benetton Renault       | Benetton | B196           | Renault RS8 3.0 V10               | G    | 4   | Gerhard Berger        | Todas   |
| Rothmans Williams Renault         | Williams | FW18           | Renault RS8 3.0 V10               | G    | 5   | Damon Hill            | Todas   |
| Rothmans Williams Renault         | Williams | FW18           | Renault RS8 3.0 V10               | G    | 6   | Jacques Villeneuve    | Todas   |
| Marlboro McLaren Mercedes         | McLaren  | MP4/11 MP4/11B | Mercedes FO 110/3 3.0 V10         | G    | 7   | Mika Häkkinen         | Todas   |
| Marlboro McLaren Mercedes         | McLaren  | MP4/11 MP4/11B | Mercedes FO 110/3 3.0 V10         | G    | 8   | David Coulthard       | Todas   |
| Ligier Gauloises Blondes          | Ligier   | JS43           | Mugen-Honda MF-301 HA 3.0 V10     | G    | 9   | Olivier Panis         | Todas   |
| Ligier Gauloises Blondes          | Ligier   | JS43           | Mugen-Honda MF-301 HA 3.0 V10     | G    | 10  | Pedro Diniz           | Todas   |
| B&H Total Jordan Peugeot          | Jordan   | 196            | Peugeot A12 EV5 3.0 V10           | G    | 11  | Rubens Barrichello    | Todas   |
| B&H Total Jordan Peugeot          | Jordan   | 196            | Peugeot A12 EV5 3.0 V10           | G    | 12  | Martin Brundle        | Todas   |
| Red Bull Sauber Ford              | Sauber   | C15            | Ford JD Zetec-R 3.0 V10           | G    | 14  | Johnny Herbert        | Todas   |
| Red Bull Sauber Ford              | Sauber   | C15            | Ford JD Zetec-R 3.0 V10           | G    | 15  | Heinz-Harald Frentzen | Todas   |
| Philips Car Systems Footwork Hart | Footwork | FA17           | Hart 830 3.0 V8                   | G    | 16  | Ricardo Rosset        | Todas   |
| Philips Car Systems Footwork Hart | Footwork | FA17           | Hart 830 3.0 V8                   | G    | 17  | Jos Verstappen        | Todas   |
| Motorola Tyrrell Yamaha           | Tyrrell  | 024            | Yamaha OX11A 3.0 V10              | G    | 18  | Ukyō Katayama         | Todas   |
| Motorola Tyrrell Yamaha           | Tyrrell  | 024            | Yamaha OX11A 3.0 V10              | G    | 19  | Mika Salo             | Todas   |
| Minardi F1 Team                   | Minardi  | M195B          | Ford EDM2 3.0 V8 Ford EDM3 3.0 V8 | G    | 20  | Pedro Lamy            | Todas   |
| Minardi F1 Team                   | Minardi  | M195B          | Ford EDM2 3.0 V8 Ford EDM3 3.0 V8 | G    | 21  | Giancarlo Fisichella  | 1, 4-10 |
| Minardi F1 Team                   | Minardi  | M195B          | Ford EDM2 3.0 V8 Ford EDM3 3.0 V8 | G    | 21  | Tarso Marques         | 2-3     |
| Minardi F1 Team                   | Minardi  | M195B          | Ford EDM2 3.0 V8 Ford EDM3 3.0 V8 | G    | 21  | Giovanni Lavaggi      | 11-16   |
| Forti Corse                       | Forti    | FG01B FG03     | Ford EDD V8 3.0V8                 | G    | 22  | Luca Badoer           | 1-12    |
| Forti Corse                       | Forti    | FG01B FG03     | Ford EDD V8 3.0V8                 | G    | 23  | Andrea Montermini     | 1-12    |

## Cambios

### Cambios en circuitos
- El Gran Premio de Australia pasa de ser la última cita de la temporada a ser la primera.
- El Gran Premio de Europa pasa de celebrarse en octubre a hacerlo en abril.
- El Gran Premio del Pacífico se cae del calendario.

### Cambios de pilotos
- El campeón defensor Michael Schumacher dejó Benetton para Ferrari, citando la necesidad de un nuevo desafío. Desplazó a Jean Alesi, que se movió en la dirección opuesta. Gerhard Berger tuvo la oportunidad de quedarse como compañero de equipo de Schumacher, pero finalmente optó por unirse a Alesi en Benetton. Ferrari llenó el asiento con Eddie Irvine de Jordan.
- La decisión de Berger de unirse a Benetton derrocó a Johnny Herbert, quien se unió a Sauber junto a Heinz-Harald Frentzen. El otro asiento de Sauber había sido ocupado en 1995 por Karl Wendlinger, quien dejó la F1 todavía luchando por recuperarse por completo de las lesiones sufridas en el Gran Premio de Mónaco de 1994, y por Jean-Christophe Boullion, quien regresó a su papel de piloto de pruebas en Williams.
- Williams derribó a David Coulthard, para reclutar al novato canadiense Jacques Villeneuve, que había ganado el Campeonato CART 1995, para asociarse con Damon Hill. Coulthard se unió a McLaren junto a Mika Häkkinen, reemplazando a Mark Blundell, quien se mudó a CART con PacWest Racing.
- Martin Brundle dejó Ligier para reemplazar al Irvine con destino a Ferrari en Jordan, donde se aliaría con Rubens Barrichello. Ligier lo reemplazó trayendo a Pedro Diniz de Forti junto a Olivier Panis. Aguri Suzuki, que había compartido el asiento de Brundle en 1995, dejó la F1 por completo.
- Footwork tuvo una alineación completamente nueva en 1996, prescindiendo de sus tres conductores de 1995. Gianni Morbidelli se convirtió en piloto de pruebas para Jordan, antes de regresar a un asiento de la carrera en 1997 con Sauber, mientras que su compatriota Max Papis se mudó a Estados Unidos para competir en la Serie CART. Se rumoreaba que Taki Inoue había asegurado una unidad con Tyrrell y Minardi, pero finalmente perdió en ambos asientos y se mudó a autos deportivos. Footwork los reemplazó con Jos Verstappen del ahora desaparecido equipo Simtek y el subcampeón de la International Fórmula 3000 en 1995, Ricardo Rosset. El otro conductor de Simtek, Domenico Schiattarella dejó la F1 por completo.
- Luca Badoer se mudó de Minardi a Forti, en reemplazo de Pedro Diniz, que había ido a Ligier. Como su reemplazo, Minardi trajo a Giancarlo Fisichella, que había estado corriendo con Alfa Romeo en el Campeonato Internacional de Turismos, para acompañar a Pedro Lamy. El compañero de equipo de Badoer en Forti sería Andrea Montermini, que había corrido para el ahora extinto equipo de Pacific en 1995. Reemplazó a Roberto Moreno, quien se mudó a CART.
- Además de Montermini, Pacific había usado tres pilotos en 1995. Bertrand Gachot formó su propio equipo de autos deportivos, mientras que Giovanni Lavaggi regresó a la F1 a mediados de 1996 con Minardi, y Jean-Denis Délétraz también se mudó a la propiedad de autos deportivos con el equipo FIRST Racing.
- El tercer equipo extinto, Larrousse, también dejó a sus conductores con un impulso de F1. Christophe Bouchut compitió en autos deportivos para Kremer Racing, mientras que Érik Comas compitió en Japón en el campeonato JGTC.
- Tyrrell fue el único equipo en la parrilla con una alineación sin cambios desde 1995, en Ukyō Katayama y Mika Salo.

## Calendario
| Ronda               | Nombre                      | Circuito                  | Fecha            |
| ------------------- | --------------------------- | ------------------------- | ---------------- |
| 1                   | Gran Premio de Australia    | Melbourne                 | 10 de marzo      |
| 2                   | Gran Premio de Brasil       | Interlagos                | 24 de marzo      |
| 3                   | Gran Premio de Argentina    | Buenos Aires              | 7 de abril       |
| 4                   | Gran Premio de Europa       | Nürburgring               | 28 de abril      |
| 5                   | Gran Premio de San Marino   | Imola                     | 5 de mayo        |
| 6                   | Gran Premio de Mónaco       | Mónaco                    | 19 de mayo       |
| 7                   | Gran Premio de España       | Cataluña                  | 2 de junio       |
| 8                   | Gran Premio de Canadá       | Circuit Gilles Villeneuve | 16 de junio      |
| 9                   | Gran Premio de Francia      | Magny-Cours               | 30 de junio      |
| 10                  | Gran Premio de Gran Bretaña | Silverstone               | 14 de julio      |
| 11                  | Gran Premio de Alemania     | Hockenheimring            | 28 de julio      |
| 12                  | Gran Premio de Hungría      | Hungaroring               | 11 de agosto     |
| 13                  | Gran Premio de Bélgica      | Spa-Francorchamps         | 25 de agosto     |
| 14                  | Gran Premio de Italia       | Monza                     | 8 de septiembre  |
| 15                  | Gran Premio de Portugal     | Estoril                   | 22 de septiembre |
| 16                  | Gran Premio de Japón        | Suzuka                    | 13 de octubre    |
| Carreras Canceladas |                             |                           |                  |
|                     | Gran Premio de Indonesia    | Sentul                    |                  |

El Gran Premio de Indonesia fue cancelado por los problemas políticos de Asia

## Resultados
| Ronda | Nombre                      | Fecha            | Circuito                  | Piloto ganador     | Constructor ganador | Resultados |
| ----- | --------------------------- | ---------------- | ------------------------- | ------------------ | ------------------- | ---------- |
| 1     | Gran Premio de Australia    | 10 de marzo      | Melbourne                 | Damon Hill         | Williams-Renault    | Resultados |
| 2     | Gran Premio de Brasil       | 24 de marzo      | Interlagos                | Damon Hill         | Williams-Renault    | Resultados |
| 3     | Gran Premio de Argentina    | 7 de abril       | Buenos Aires              | Damon Hill         | Williams-Renault    | Resultados |
| 4     | Gran Premio de Europa       | 28 de abril      | Nürburgring               | Jacques Villeneuve | Williams-Renault    | Resultados |
| 5     | Gran Premio de San Marino   | 5 de mayo        | Imola                     | Damon Hill         | Williams-Renault    | Resultados |
| 6     | Gran Premio de Mónaco       | 19 de mayo       | Mónaco                    | Olivier Panis      | Ligier-Mugen-Honda  | Resultados |
| 7     | Gran Premio de España       | 2 de junio       | Cataluña                  | Michael Schumacher | Ferrari             | Resultados |
| 8     | Gran Premio de Canadá       | 16 de junio      | Circuit Gilles Villeneuve | Damon Hill         | Williams-Renault    | Resultados |
| 9     | Gran Premio de Francia      | 30 de junio      | Magny-Cours               | Damon Hill         | Williams-Renault    | Resultados |
| 10    | Gran Premio de Gran Bretaña | 14 de julio      | Silverstone               | Jacques Villeneuve | Williams-Renault    | Resultados |
| 11    | Gran Premio de Alemania     | 28 de julio      | Hockenheimring            | Damon Hill         | Williams-Renault    | Resultados |
| 12    | Gran Premio de Hungría      | 11 de agosto     | Hungaroring               | Jacques Villeneuve | Williams-Renault    | Resultados |
| 13    | Gran Premio de Bélgica      | 25 de agosto     | Spa-Francorchamps         | Michael Schumacher | Ferrari             | Resultados |
| 14    | Gran Premio de Italia       | 8 de septiembre  | Monza                     | Michael Schumacher | Ferrari             | Resultados |
| 15    | Gran Premio de Portugal     | 22 de septiembre | Estoril                   | Jacques Villeneuve | Williams-Renault    | Resultados |
| 16    | Gran Premio de Japón        | 13 de octubre    | Suzuka                    | Damon Hill         | Williams-Renault    | Resultados |

## Clasificaciones

### Puntuaciones
| Posición | 1.º | 2.º | 3.º | 4.º | 5.º | 6.º |
| Puntos   | 10  | 6   | 4   | 3   | 2   | 1   |

### Campeonato de pilotos
| Pos. | Piloto                | AUS | BRA | ARG | EUR | SMR | MON | ESP | CAN | FRA | GBR | GER | HUN | BEL | ITA | POR | JPN | Puntos |
| ---- | --------------------- | --- | --- | --- | --- | --- | --- | --- | --- | --- | --- | --- | --- | --- | --- | --- | --- | ------ |
| 1    | Damon Hill            | 1   | 1   | 1   | 4   | 1   | Ret | Ret | 1   | 1   | Ret | 1   | 2   | 5   | Ret | 2   | 1   | 97     |
| 2    | Jacques Villeneuve    | 2   | Ret | 2   | 1   | 11† | Ret | 3   | 2   | 2   | 1   | 3   | 1   | 2   | 7   | 1   | Ret | 78     |
| 3    | Michael Schumacher    | Ret | 3   | Ret | 2   | 2   | Ret | 1   | Ret | DNS | Ret | 4   | 9†  | 1   | 1   | 3   | 2   | 59     |
| 4    | Jean Alesi            | Ret | 2   | 3   | Ret | 6   | Ret | 2   | 3   | 3   | Ret | 2   | 3   | 4   | 2   | 4   | Ret | 47     |
| 5    | Mika Häkkinen         | 5   | 4   | Ret | 8   | 8†  | 6†  | 5   | 5   | 5   | 3   | Ret | 4   | 3   | 3   | Ret | 3   | 31     |
| 6    | Gerhard Berger        | 4   | Ret | Ret | 9   | 3   | Ret | Ret | Ret | 4   | 2   | 13† | Ret | 6   | Ret | 6   | 4   | 21     |
| 7    | David Coulthard       | Ret | Ret | 7   | 3   | Ret | 2   | Ret | 4   | 6   | 5   | 5   | Ret | Ret | Ret | 13  | 8   | 18     |
| 8    | Rubens Barrichello    | Ret | Ret | 4   | 5   | 5   | Ret | Ret | Ret | 9   | 4   | 6   | 6   | Ret | 5   | Ret | 9   | 14     |
| 9    | Olivier Panis         | 7   | 6   | 8   | Ret | Ret | 1   | Ret | Ret | 7   | Ret | 7   | 5   | Ret | Ret | 10  | 7   | 13     |
| 10   | Eddie Irvine          | 3   | 7   | 5   | Ret | 4   | Ret | Ret | Ret | Ret | Ret | Ret | Ret | Ret | Ret | 5   | Ret | 11     |
| 11   | Martin Brundle        | Ret | 12† | Ret | 6   | Ret | Ret | Ret | 6   | 8   | 6   | 10  | Ret | Ret | 4   | 9   | 5   | 8      |
| 12   | Heinz-Harald Frentzen | 8   | Ret | Ret | Ret | Ret | 4†  | 4   | Ret | Ret | 8   | 8   | Ret | Ret | Ret | 7   | 6   | 7      |
| 13   | Mika Salo             | 6   | 5   | Ret | DSQ | Ret | 5†  | DSQ | Ret | 10  | 7   | 9   | Ret | 7   | Ret | 11  | Ret | 5      |
| 14   | Johnny Herbert        | Ret | Ret | 9   | 7   | Ret | 3   | Ret | 7   | DSQ | 9   | Ret | Ret | Ret | 9†  | 8   | 10  | 4      |
| 15   | Pedro Diniz           | 10  | 8   | Ret | 10  | 7   | Ret | 6   | Ret | Ret | Ret | Ret | Ret | Ret | 6   | Ret | Ret | 2      |
| 16   | Jos Verstappen        | Ret | Ret | 6   | Ret | Ret | Ret | Ret | Ret | Ret | 10  | Ret | Ret | Ret | 8   | Ret | 11  | 1      |
| NC   | Ukyō Katayama         | 11  | 9   | Ret | DSQ | Ret | Ret | Ret | Ret | Ret | Ret | Ret | 7   | 8   | 10  | 12  | Ret | 0      |
| NC   | Ricardo Rosset        | 9   | Ret | Ret | 11  | Ret | Ret | Ret | Ret | 11  | Ret | 11  | 8   | 9   | Ret | 14  | 13  | 0      |
| NC   | Giancarlo Fisichella  | Ret |     |     | 13  | Ret | Ret | Ret | 8   | Ret | 11  |     |     |     |     |     |     | 0      |
| NC   | Pedro Lamy            | Ret | 10  | Ret | 12  | 9   | Ret | Ret | Ret | 12  | Ret | 12  | Ret | 10  | Ret | 16  | 12  | 0      |
| NC   | Luca Badoer           | DNQ | 11  | Ret | DNQ | 10  | Ret | DNQ | Ret | Ret | DNQ |     |     |     |     |     |     | 0      |
| NC   | Giovanni Lavaggi      |     |     |     |     |     |     |     |     |     |     | DNQ | 10† | DNQ | Ret | 15  | DNQ | 0      |
| NC   | Andrea Montermini     | DNQ | Ret | 10  | DNQ | DNQ | DNS | DNQ | Ret | Ret | DNQ |     |     |     |     |     |     | 0      |
| NC   | Tarso Marques         |     | Ret | Ret |     |     |     |     |     |     |     |     |     |     |     |     |     | 0      |
| Pos. | Piloto                | AUS | BRA | ARG | EUR | SMR | MON | ESP | CAN | FRA | GBR | GER | HUN | BEL | ITA | POR | JPN | Puntos |

| Color      | Resultado                          |
| ---------- | ---------------------------------- |
| Oro        | Ganador                            |
| Plata      | 2.º puesto                         |
| Bronce     | 3.er puesto                        |
| Verde      | Finalizó en los puntos             |
| Azul       | Finalizó sin puntos                |
| Azul       | NC - No clasificado                |
| Violeta    | Ret - No terminó                   |
| Rojo       | DNQ - No se clasificó              |
| Rojo       | DNPQ - No se preclasificó          |
| Negro      | DSQ - Descalificado                |
| Blanco     | DNS - No empezó                    |
| Blanco     | WD - Retirado                      |
| Blanco     | C - Carrera cancelada              |
| Azul claro | TD - Entrenamientos libres (2003-) |
| Sin color  | DNP - Inscrito, pero no participó  |
| Sin color  | INJ - Inscrito, pero lesionado     |
| Sin color  | EX - Excluido                      |

| Estado  | Resultado                                                                             |
| ------- | ------------------------------------------------------------------------------------- |
| Negrita | Pole position                                                                         |
| Cursiva | Vuelta rápida                                                                         |
| 1-8     | Posiciones puntuables de clasificación sprint (2021-)                                 |
| †       | No acabó el Gran Premio, pero fue clasificado ya que completó el porcentaje necesario |
| ‡       | Monoplaza compartido                                                                  |
| ~       | Se otorgó la mitad de puntos ya que no se cumplió con el 75% de la carrera            |
| ≠       | No obtuvo puntos ya que era piloto invitado                                           |
| F2      | Inscrito para carrera de Fórmula 2, no sumaba puntos                                  |

### Estadísticas del Campeonato de Pilotos
| Pos. | N.º | Piloto                | País         | Puntos | Victorias | Podios | Poles |
| ---- | --- | --------------------- | ------------ | ------ | --------- | ------ | ----- |
| 1    | 5   | Damon Hill            | Reino Unido  | 97     | 8         | 10     | 9     |
| 2    | 6   | Jacques Villeneuve    | Canadá       | 78     | 4         | 11     | 3     |
| 3    | 1   | Michael Schumacher    | Alemania     | 59     | 3         | 8      | 4     |
| 4    | 3   | Jean Alesi            | Francia      | 47     |           | 8      |       |
| 5    | 7   | Mika Häkkinen         | Finlandia    | 31     |           | 4      |       |
| 6    | 4   | Gerhard Berger        | Austria      | 21     |           | 2      |       |
| 7    | 8   | David Coulthard       | Reino Unido  | 18     |           | 2      |       |
| 8    | 11  | Rubens Barrichello    | Brasil       | 14     |           |        |       |
| 9    | 9   | Olivier Panis         | Francia      | 13     | 1         | 1      |       |
| 10   | 2   | Eddie Irvine          | Reino Unido  | 11     |           | 1      |       |
| 11   | 12  | Martin Brundle        | Reino Unido  | 8      |           |        |       |
| 12   | 15  | Heinz-Harald Frentzen | Alemania     | 7      |           |        |       |
| 13   | 19  | Mika Salo             | Finlandia    | 5      |           |        |       |
| 14   | 14  | Johnny Herbert        | Reino Unido  | 4      |           | 1      |       |
| 15   | 10  | Pedro Diniz           | Brasil       | 2      |           |        |       |
| 16   | 17  | Jos Verstappen        | Países Bajos | 1      |           |        |       |
| NC   | 18  | Ukyō Katayama         | Japón        |        |           |        |       |
| NC   | 16  | Ricardo Rosset        | Brasil       |        |           |        |       |
| NC   | 21  | Giancarlo Fisichella  | Italia       |        |           |        |       |
| NC   | 20  | Pedro Lamy            | Portugal     |        |           |        |       |
| NC   | 22  | Luca Badoer           | Italia       |        |           |        |       |
| NC   | 21  | Giovanni Lavaggi      | Italia       |        |           |        |       |
| NC   | 23  | Andrea Montermini     | Italia       |        |           |        |       |
| NC   | 21  | Tarso Marques         | Brasil       |        |           |        |       |

### Campeonato de Constructores
| Pos. | Constructor        | N.º | AUS | BRA | ARG | EUR | SMR | MON | ESP | CAN | FRA | GBR | GER | HUN | BEL | ITA | POR | JPN | Puntos |
| ---- | ------------------ | --- | --- | --- | --- | --- | --- | --- | --- | --- | --- | --- | --- | --- | --- | --- | --- | --- | ------ |
| 1    | Williams-Renault   | 5   | 1   | 1   | 1   | 4   | 1   | Ret | Ret | 1   | 1   | Ret | 1   | 2   | 5   | Ret | 2   | 1   | 175    |
| 1    | Williams-Renault   | 6   | 2   | Ret | 2   | 1   | 11  | Ret | 3   | 2   | 2   | 1   | 3   | 1   | 2   | 7   | 1   | Ret | 175    |
| 2    | Ferrari            | 1   | Ret | 3   | Ret | 2   | 2   | Ret | 1   | Ret | DNS | Ret | 4   | 9   | 1   | 1   | 3   | 2   | 70     |
| 2    | Ferrari            | 2   | 3   | 7   | 5   | Ret | 4   | 7   | Ret | Ret | Ret | Ret | Ret | Ret | Ret | Ret | 5   | Ret | 70     |
| 3    | Benetton-Renault   | 3   | Ret | 2   | 3   | Ret | 6   | Ret | 2   | 3   | 3   | Ret | 2   | 3   | 4   | 2   | 4   | Ret | 68     |
| 3    | Benetton-Renault   | 4   | 4   | Ret | Ret | 9   | 3   | Ret | Ret | Ret | 4   | 2   | 13  | Ret | 6   | Ret | 6   | 4   | 68     |
| 4    | McLaren-Mercedes   | 7   | 5   | 4   | Ret | 8   | 8   | 6   | 5   | 5   | 5   | 3   | Ret | 4   | 3   | 3   | Ret | 3   | 49     |
| 4    | McLaren-Mercedes   | 8   | Ret | Ret | 7   | 3   | Ret | 2   | Ret | 4   | 6   | 5   | 5   | Ret | Ret | Ret | 13  | 8   | 49     |
| 5    | Jordan-Peugeot     | 11  | Ret | Ret | 4   | 5   | 5   | Ret | Ret | Ret | 9   | 4   | 6   | 6   | Ret | 5   | Ret | 9   | 22     |
| 5    | Jordan-Peugeot     | 12  | Ret | 12  | Ret | 6   | Ret | Ret | Ret | 6   | 8   | 6   | 10  | Ret | Ret | 4   | 9   | 5   | 22     |
| 6    | Ligier-Mugen-Honda | 9   | 7   | 6   | 8   | Ret | Ret | 1   | Ret | Ret | 7   | Ret | 7   | 5   | Ret | Ret | 10  | 7   | 15     |
| 6    | Ligier-Mugen-Honda | 10  | 10  | 8   | Ret | 10  | 7   | Ret | 6   | Ret | Ret | Ret | Ret | Ret | Ret | 6   | Ret | Ret | 15     |
| 7    | Sauber-Ford        | 14  | Ret | Ret | 9   | 7   | Ret | 3   | Ret | 7   | DSQ | 9   | Ret | Ret | Ret | 9   | 8   | 10  | 11     |
| 7    | Sauber-Ford        | 15  | 8   | Ret | Ret | Ret | Ret | 4   | 4   | Ret | Ret | 8   | 8   | Ret | Ret | Ret | 7   | 6   | 11     |
| 8    | Tyrrell-Yamaha     | 16  | 6   | 5   | Ret | DSQ | Ret | 5   | DSQ | Ret | 10  | 7   | 9   | Ret | 7   | Ret | 11  | Ret | 5      |
| 8    | Tyrrell-Yamaha     | 17  | 11  | 9   | Ret | DSQ | Ret | Ret | Ret | Ret | Ret | Ret | Ret | 7   | 8   | 10  | 12  | Ret | 5      |
| 9    | Footwork-Hart      | 18  | Ret | Ret | 6   | Ret | Ret | Ret | Ret | Ret | Ret | 10  | Ret | Ret | Ret | 8   | Ret | 11  | 1      |
| 9    | Footwork-Hart      | 19  | 9   | Ret | Ret | 11  | Ret | Ret | Ret | Ret | 11  | Ret | 11  | 8   | 9   | Ret | 14  | 13  | 1      |
| 10   | Minardi-Ford       | 20  | Ret | 10  | Ret | 12  | 9   | Ret | Ret | Ret | 12  | Ret | 12  | Ret | 10  | Ret | 16  | 12  | 0      |
| 10   | Minardi-Ford       | 21  | Ret | Ret | Ret | 13  | Ret | Ret | Ret | 8   | Ret | 11  | DNQ | 10  | DNQ | Ret | 15  | DNQ | 0      |
| 11   | Forti-Ford         | 22  | DNQ | 11  | Ret | DNQ | 10  | Ret | DNQ | Ret | Ret | DNQ |     |     |     |     |     |     | 0      |
| 11   | Forti-Ford         | 23  | DNQ | Ret | 10  | DNQ | DNQ | DNS | DNQ | Ret | Ret | DNQ |     |     |     |     |     |     | 0      |
| Pos. | Constructor        | N.º | AUS | BRA | ARG | EUR | SMR | MON | ESP | CAN | FRA | GBR | GER | HUN | BEL | ITA | POR | JPN | Puntos |

### Estadísticas del Campeonato de Constructores
| Pos. | Constructor        | Monoplaza | Motor                   | Neu. | Puntos | Victorias | Podios | Poles |
| ---- | ------------------ | --------- | ----------------------- | ---- | ------ | --------- | ------ | ----- |
| 1    | Williams-Renault   | FW18      | Renault RS8 3.5 L V10   | G    | 175    | 12        | 21     | 12    |
| 2    | Ferrari            | F310      | Ferrari 045 V10         | G    | 70     | 3         | 9      | 4     |
| 3    | Benetton-Renault   | B196      | Renault RS8 3.5 L V10   | G    | 68     |           | 10     |       |
| 4    | McLaren-Mercedes   | MP4/11    | Mercedes FO 110 3.0 V10 | G    | 49     |           | 6      |       |
| 5    | Jordan-Peugeot     | 196       | Peugeot V10             | G    | 22     |           |        |       |
| 6    | Ligier-Mugen-Honda | JS43      | Mugen-Honda             | G    | 15     | 1         | 1      |       |
| 7    | Sauber-Ford        | C15       | Ford V10                | G    | 11     |           | 1      |       |
| 8    | Tyrrell-Yamaha     | 024       | Yamaha V10              | G    | 5      |           |        |       |
| 9    | Footwork-Hart      | FA17      | Hart V8                 | G    | 1      |           |        |       |
| 10   | Minardi-Ford       | M195B     | Ford EDM2 V8,           | G    |        |           |        |       |
| 11   | Forti-Ford         | FG03      | Ford Zetec-R V8         | G    |        |           |        |       |